# Casalvolone
Casalvolone é uma comuna italiana da região do Piemonte, província de Novara, com cerca de 812 habitantes. Estende-se por uma área de 17 km², tendo uma densidade populacional de 48 hab/km². Faz fronteira com Borgo Vercelli (VC), Casalbeltrame, Casalino, San Nazzaro Sesia, Villata (VC).

## Demografia
| Variação demográfica do município entre 1861 e 2011                               |
|                                                                                   |
| Fonte: Istituto Nazionale di Statistica (ISTAT) - Elaboração gráfica da Wikipedia |